# Берегова охорона Індії
Берегова охорона Індії (англ. Indian Coast Guard, ICG) — морське правоохоронне та пошуково-рятувальне агентство Індії, під юрисдикцією якого знаходяться територіальні води Індії, включаючи прилеглу зону та виключну економічну зону. Служба заснована 1 лютого 1977 року та офіційно затверджена 18 серпня 1978 року Законом про берегову охорону Парламенту Індії. Діє при Міністерстві оборони.
Берегова охорона діє в тісній співпраці з ВМС Індії, Міністерством рибальства, Міністерством фінансів (митниця), Центральними збройними силами поліції та поліцейськими службами штатів.

## Історія
Створення берегової охорони Індії як невійськової служби безпеки на морі вперше запропонували ВМС Індії. У 1960-х роках контрабанда товарів морем становила значну загрозу внутрішній економії Індії Індії. Митний департамент Індії в боротьбі з контрабандою часто звертався до ВМС за допомогою в патрулюванні та перехопленні.
Для вивчення цієї проблеми було створено Комітет Нагчаудхурі за участю ВМС та ВПС Індії. У серпні 1971 року комітет визначив вимогу щодо патрулювання великої берегової лінії Індії, створення реєстру офшорних рибальських суден для виявлення незаконної діяльності та створення дієздатних і добре оснащених сил для перехоплення суден. Також комітет розглянув кількість і характер обладнання, інфраструктури та персоналу, необхідних для виконання цих завдань.
До 1973 року Індія започаткувала програму придбання обладнання та почала відряджати персонал з ВМС Індії для виконання цих завдань з боротьби з контрабандою та правоохоронних завдань відповідно до положень Закону про підтримку внутрішньої безпеки. Військово-морські сили Індії відчули, що правоохоронний характер цих обов'язків відрізняється від їх основної місії як військової служби. Адмірал Соурендра Натх Колі, тодішній начальник штабу ВМС, дав Міністерству оборони рекомендацію про необхідність створення окремої морської служби для виконання цих обов'язків і запропонувавши допомогу ВМС у її створенні. 31 серпня 1974 року міністр оборони подав до Секретаріату Кабінету міністрів пропозицію про створення такої служби.
У результаті в вересні 1974 року Кабінет міністрів Індії створив Комітет Рустамджі під головуванням Хусро Фарамурза Рустамджі за участю ВМС, ВПС і податкового департаменту для вивчення прогалин у безпеці та розподілення правоохоронної діяльності між Військово-морським флотом, Центральними поліцейськими силами і поліцейськими службами штатів. Виявлення родовищ нафти біля Бомбей-Хай ще більше підкреслило потребу в морській правоохоронній службі. 31 липня 1975 року комітет подав свою рекомендацію щодо створення Берегової охорони Індії під керівництвом Міністерства оборони. Секретар кабінету міністрів порекомендував передати цю службу в підпорядкування Міністерству внутрішніх справ, але прем'єр-міністр Індіра Ганді скасувала рішення секретаря кабінету міністрів і вирішила прийняти початкову рекомендацію Комітету Рустамджі та передати службу у підпорядковання Міністерства оборони.
Тимчасова берегова охорона Індії виникла 1 лютого 1977 року, оснащена двома невеликими корветами та п'ятьма патрульними катерами, отриманими від ВМС. Обов'язки та функції служби були офіційно визначені в Законі про берегову охорону, який був прийнятий парламентом Індії 18 серпня 1978 року та негайно набув чинності.
Генеральним директором-засновником був призначений віце-адмірал ВМС Індії В. А. Камат. Прем'єр-міністр Морарджі Десаї оглянув Почесну варту на урочистому відкритті служби. Віце-адмірал Камат запропонував п'ятирічний план розвитку ICG у потужну силу до 1984 року, але повний потенціал цього плану не був реалізований одразу через брак економічних ресурсів.
Одного зі своїх історичних операційних успіхів ICG досягла в жовтні 1999 року, відбивши у відкритому морі зареєстроване в Панамі японське судно «Alondra Rainbow», захоплене піратами біля Індонезії. Команда судна, яку пірати відпустили в море на човнах, була врятована тайськими рибалками біля Пхукета, Таїланд. З метою маскування пірати зафарбували назву судна, написавши поверх «Mega Rama», і прямували на ньому до Пакистану, але співробітники Берегової охорони Індії помітили його біля Кочі і упізнали. Корабель Берегової охорони «Tarabai» і корабель ВМС наздогнали та взяли на абордаж викрадене судно, також запобігши його затопленню піратами.

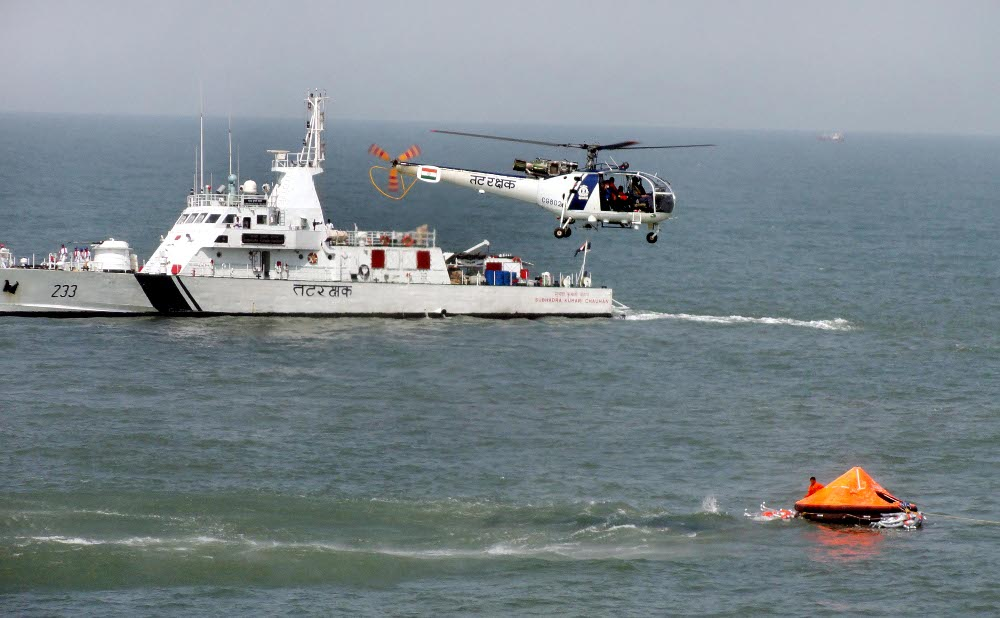
Корабель і гелікоптер Берегової охорони під час пошуково-рятувального семінару та навчаннь (Search and Rescue Workshop and Exercise, SAREX), 2014

Берегова охорона Індії проводить спільні навчання з іншими службами берегової охорони світу. У травні 2005 року ICG погодилася встановити зв'язки з Агентством морської безпеки Пакистану. У 2006 році берегова охорона Індії провела навчання зі своїми японськими та корейськими колегами.
Після терактів у Мумбаї 2008 року, коли терористи потрапили до Індії з Пакистану морським шляхом, індійський уряд ініціював програму розширення сил, засобів та інфраструктури ICG для посиленого захисту та спостереження за індійськими водами.
До 2023 року служба планувала мати 200 кораблів і 100 двомоторних літаків.

## Наші дні

### Поточна функція

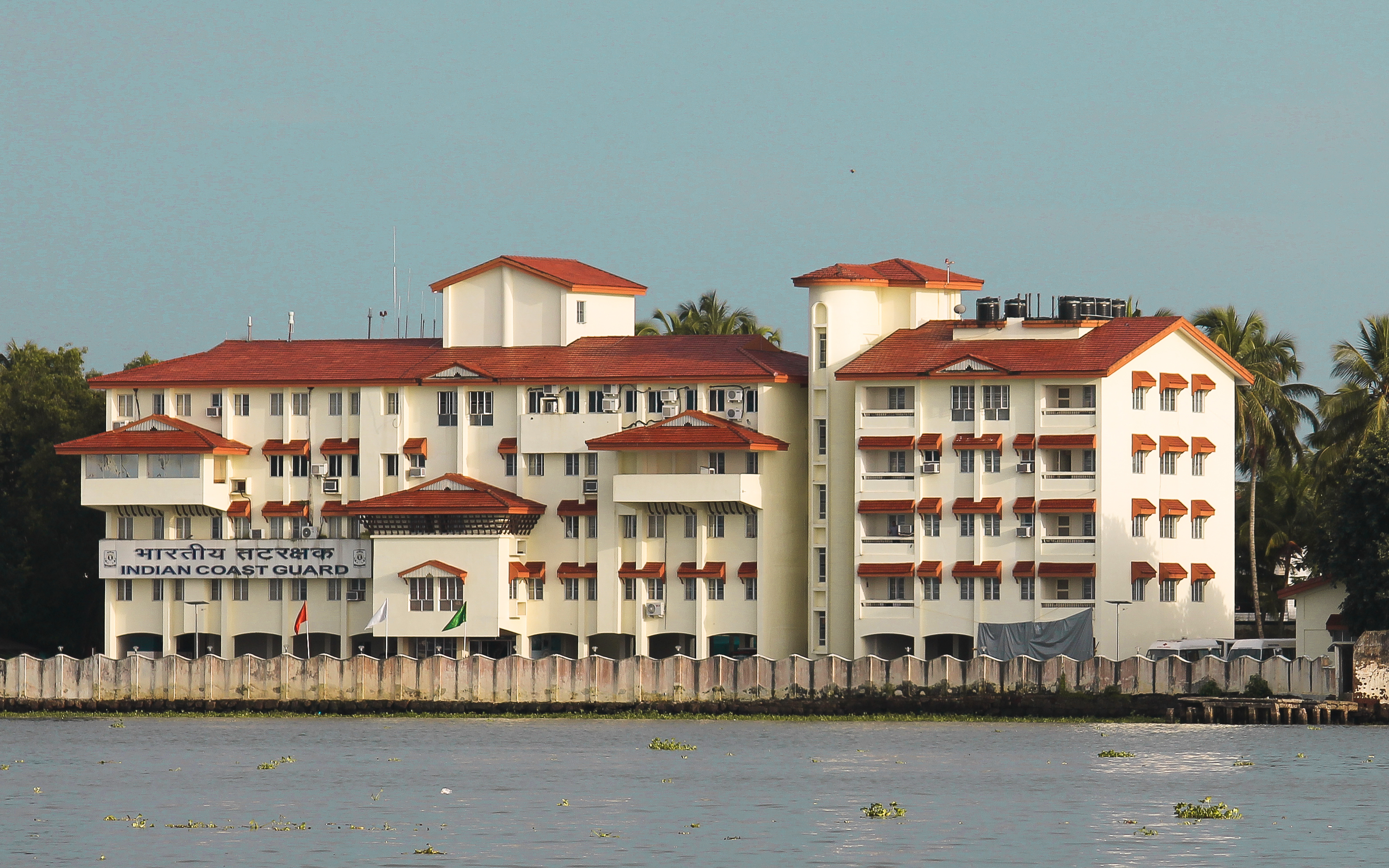
Штабквартира DHQ-4 у Кочі, штат Керала.

Девіз Берегової охорони Індії — санскр. वयम रक्षाम (IAST «Vayam Rakshamah»), що перекладається, як «Ми захищаємо».
Місця берегової охорони:
- Захист штучних островів, морських терміналів та інших установок
- Захист і допомога рибалкам та морякам на морі
- Збереження та захист морської екології та навколишнього середовища, включаючи контроль забруднення
- Допомога митниці та іншим органам у боротьбі з контрабандою
- Охорона правопорядку в територіальних і міжнародних водах
- Допомога у зборі наукових даних
- Національна оборона під час військових дій (під оперативним контролем ВМС Індії)